# Саваран
Саваран (пехл. savārān, sævɒɾɒn, буквально «всадники») — термин «саваран» является упрощённой формой термина «аспауаран» — на пехлеви Əspəuərən. Буквальный перевод с пехлеви — «тот, кто на коне», от древнеперсидского корня Əsp — «лошадь». Этим термином обозначалась тяжёлая кавалерия (катафракты) Сасанидского Ирана.
Впервые были сформированы при Шапуре I, комплектовались из знати, фактически являлось конным феодальным иррегулярным ополчением. В результате движения маздакитов и борьбы с ним были уничтожены значительные слои знати в Иране, что сказалось на комплектовании саварана. При Хосрове I Ануширване в результате военной реформы приобрело вид регулярной армии, получало жалование из шахской казны. К службе в саваране в результате сокращения численности представителей знати стали допускать и азатов (мелких землевладельцев). Были известны 12 регулярных конных полков саварана, сформированные Хосровом I. 12 полков саварана были фактически единственной реальной силой Сасанидского Ирана при наследниках Хосрова I. Проявили себя как реально эффективная и действенная сила в войнах Сасанидов против Византии, эфталитов и тюрок.